# Charlottenklinik Stuttgart

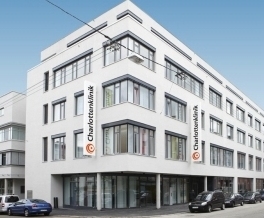
Gebäude der Charlottenklinik Stuttgart

Die Charlottenklinik für Augenheilkunde ist eine Fachklinik für Augenheilkunde mit Sitz in Stuttgart. Sie ist eine der ältesten außeruniversitären Augenkliniken Deutschlands. Träger ist eine Stiftung bürgerlichen Rechts. Die Klinik verfügt über 40 Patientenbetten und fünf Operationssäle, ihr Schwerpunkt liegt auf ambulant durchgeführten Augenoperationen. Es gibt 120 Voll- und Teilzeitbeschäftigte.

## Geschichte
Das Stiftungsjahr des Hauses ist 1891. Die Entwicklung der Charlottenklinik für Augenheilkunde hängt in ihren Anfängen fest zusammen mit der „Dr. Könighöfer’sche Vereinsaugenheilanstalt für weniger Bemittelte und Arme“. Ein Verein, der es sich vor allem zur Aufgabe machte, die Verpflegungskosten für Bedürftige bereitzustellen. Der Verein nahm bereits 1883 seine Tätigkeit auf. Wichtige Mitglieder des Vereins waren z. B. Gustav Siegle, Eduard von Pfeiffer, Paul Lechler und Luise Diefenbach. Nachdem Kommerzienrat Gustav Siegle und ein weiterer namentlich nicht genannter Förderer die finanziellen Mittel dazu vorgestreckt hatten, wurde 1885 mit dem Bau eines eigenen Klinikgebäudes in der Elisabethenstraße 15 begonnen.
Im Mai 1889 nahm Charlotte zu Schaumburg-Lippe, Gemahlin des Thronfolgers und späteren Königs Wilhelm II. von Württemberg die Heilanstalt unter ihre Schirmherrschaft. Am 19. Februar 1891 wurde der Anstalt von König Karl die Eigenschaft einer juristischen Persönlichkeit zuerkannt. Königin Charlotte erteilte am 21. Januar 1892  die Erlaubnis, die Klinik in „Charlottenheilanstalt für Augenkranke“ umzubenennen.
Am 26. Juli 1944 wurde die Klinik vollständig zerstört. Das wieder aufgebaute Klinikgebäude wurde 1955 bezogen. 1970 erfolgte die Namensänderung in „Charlottenklinik für Augenkranke“. Im Sommer 2008 wurden die neuen Räumlichkeiten in der Falkertstraße 50 in direkter Anbindung zum Diakonie-Klinikum Stuttgart bezogen. Außerdem wurde der Name geändert in „Charlottenklinik für Augenheilkunde“.
Als Fachklinik betreut die Klinik die Bewohner im Großraum Stuttgart. In enger Zusammenarbeit mit den niedergelassenen Augenärzten wird das komplette operative Spektrum der klinischen Versorgung im Bereich der Augenheilkunde angeboten.